# 1926 dans le catholicisme
Chronologie du catholicisme
- 1922
- 1923
- 1924
- 1925
- 1926
- 1927
- 1928
- 1929
- 1930

Cet article présente les faits marquants de l'année 1926 dans le catholicisme.

## Évènements
- 29 mars : consécration épiscopale secrète de Michel d'Herbigny à la nonciature de Berlin par le nonce apostolique, Eugenio Pacelli, futur pape Pie XII.
- 21 avril : consécration épiscopale clandestine à Moscou de Pie Eugène Joseph Neveu par Mgr d'Herbigny
- 10 mai : consécrations épiscopales clandestines à Moscou, par Mgr d'Herbigny de Boleslas Sloskans et Aleksander Frison.
- 16 mai : béatification d'André-Hubert Fournet.
- 23 mai : béatification de Jeanne-Antide Thouret.
- 6 juin : béatification de Guillaume Saultemouche.
- 20 au 24 juin : congrès eucharistique international à Chicago.
- 13 août : consécration épiscopale clandestine à Moscou d'Antoni Malecki par Mgr d'Herbigny
- 24 août : Saint Jean de la Croix est proclamé Docteur de l'Église par le pape Pie XI.
- 21 juin : création des cardinaux Luigi Capotosti et Carlo Perosi par Pie XI.
- 17 octobre : béatification des 191 martyrs des Massacres de Septembre.
- 31 octobre : béatification de Noël Pinot.
- 20 décembre : création des cardinaux Lorenzo Lauri et Giuseppe Gamba par Pie XI.

## Naissances
- 1er janvier : José Manuel Estepa Llaurens, cardinal espagnol, archevêque aux armées espagnoles († 21 juillet 2019)
- 3 janvier : Émile Larre, prêtre français, écrivain et académicien de langue basque († 30 mai 2015)
- 8 janvier : Georges-André Vachon, prêtre jésuite, enseignant et critique littéraire canadien († 18 avril 1994)
- 20 janvier : John Michael Sherlock, prélat canadien, évêque de London († 12 août 2019)
- 31 janvier : Johannes Joachim Degenhardt, cardinal allemand, archevêque de Paderborn († 25 juillet 2002)
- 2 février : 
  - François Marty, prêtre jésuite et philosophe français († 31 mars 2016)
  - Miguel Obando Bravo, premier cardinal nicaraguayen, archevêque de Managua († 3 juin 2018)
- 7 février : Estanislao Esteban Karlic, cardinal argentin, archevêque de Paraná († 8 août 2025)
- 22 février : Juan Rodolfo Laise, prélat capucin argentin, évêque de San Luis († 22 juillet 2019)
- 23 février : Luigi de Magistris, cardinal italien de la Curie, précédemment archevêque titulaire de Nova († 16 février 2022)
- 27 février : Luc De Hovre, prélat jésuite belge, évêque auxiliaire de Malines-Bruxelles et évêque titulaire de Domnach Sechnaill (de) († 4 juin 2009)
- 2 mars : Bernard Agré, cardinal ivoirien, archevêque d'Abidjan († 9 juin 2014)
- 5 mars : Paul Pierrat, prêtre et archéologue français († 28 novembre 1990)
- 22 mars : Bienheureux Jean Wauthier, prêtre, missionnaire au Laos et martyr français († 16 décembre 1967)
- 24 mars : Desmond Connell, cardinal irlandais, archevêque de Dublin († 21 février 2017)
- 3 avril : Denis Sonet, prêtre, éducateur et auteur français († 23 septembre 2015)
- 9 mai : Jean-Marie Brochu, prêtre et animateur de radio canadien († 22 août 2020)
- 13 mai : Paul Baudiquey, prêtre et historien de l'art français († 21 juillet 2001)
- 22 mai : Georges Rol, prélat français, évêque d'Angoulême († 13 avril 2017)
- 27 mai : Jorge-Maria Hourton Poisson, prélat et missionnaire français, évêque auxiliaire de Temuco et évêque titulaire de Materiana (de) († 5 décembre 2011)
- 1er juin : Dominik Hrušovský, prélat slovaque, diplomate du Saint-Siège et archevêque titulaire de Tubia (de) († 27 juillet 2016)
- 3 juin : Francis John Spence, prélat canadien, archevêque de Kingston († 27 juillet 2011)
- 8 juin : Simon Légasse, prêtre et bibliste français († 29 décembre 2009)
- 14 août : Agostino Cacciavillan, cardinal italien de la Curie, précédemment diplomate du Saint-Siège et archevêque titulaire d'Amiternum (de) († 5 mars 2022)
- 20 août : Jean-Baptiste Ama, prélat camerounais, évêque d'Ebolowa-Kribi († 29 février 2004)
- 21 août : Marian Jaworski,  cardinal polonais, archevêque de Lviv († 5 septembre 2020)
- 4 septembre : Ivan Illich, prêtre autrichien devenu philosophe anti-industriel et penseur de l'écologie politique († 2 décembre 2002)
- 17 septembre : Jean-Marie Lustiger, cardinal français converti du judaïsme, archevêque de Paris († 5 août 2007)
- 21 septembre : Joan Botam i Casals, prêtre espagnol, résistant au franquisme engagé pour la paix et l’œcuménisme († 30 novembre 2023)
- 24 septembre : Ricardo María Carles Gordó, cardinal espagnol, archevêque de Barcelone († 17 décembre 2013)
- 26 septembre : 
  - Albert Ndongmo, prélat camerounais, évêque de Nkongsamba († 29 mai 1992)
  - Luciano Storero, prélat italien, diplomate du Saint-Siège et archevêque titulaire de Tigimma (de) († 1er octobre 1926)
- 26 octobre : Serge Lesage, prêtre français, figure du cyclisme sur route († 15 mai 1998)
- 3 novembre : Maurice Couture, prélat canadien, archevêque de Québec († 19 janvier 2018)
- 4 novembre : Casiano Floristán, prêtre et théologien espagnol († 1er janvier 2006)
- 10 novembre : Juan Jesús Posadas Ocampo, cardinal mexicain assassiné, archevêque de Guadalajara († 24 mai 1993)
- 13 novembre : Eugène-Marie Ernoult, prélat français, archevêque de Sens-Auxerre († 2 septembre 1996)
- 15 novembre : 
  - Dominique Catta, prêtre et missionnaire français, cofondateur de l'abbaye de Keur Moussa († 18 août 2018)
  - Manfred Müller, prélat allemand, évêque de Ratisbonne, précédemment évêque titulaire d'Iubaltiana (de) († 20 mai 2015)
- 21 novembre : William Wakefield Baum, cardinal américain de la Curie († 23 juillet 2015)
- 15 décembre : Emmanuel Wamala, cardinal ougandais, archevêque de Kampala
- 23 décembre : Jorge Medina Estévez, cardinal chilien de la Curie († 3 octobre 2021)
- 31 décembre : Paolo Magnani, prélat italien, évêque de Trévise († 5 novembre 2023)
- Date précise inconnue : Christophe Munzihirwa, prélat jésuite congolais, archevêque de Bukavu, assassiné († 29 octobre 1996)

## Décès
- 23 janvier : Désiré-Joseph Mercier, cardinal belge, archevêque de Malines et primat de Belgique (° 22 novembre 1851)
- 31 janvier : Bienheureux Luigi Talamoni, prêtre italien, fondateur des Sœurs de la Miséricorde de Saint Gérard (° 2 octobre 1848)
- 5 février : Marthe de Noaillat, catholique française, ascète et conférencière (° 29 novembre 1865)
- 13 février : Edmund Dalbor, cardinal polonais, archevêque de Gniezno (° 30 octobre 1869)
- 14 février : Juan Benlloch y Vivó, cardinal espagnol, archevêque de Burgos (° 29 décembre 1864)
- 16 février : 
  - Saint Joseph Allamano, prêtre italien, fondateur des Missionnaires de la Consolata (° 21 janvier 1851)
  - Claude Bardel, prélat français, évêque de Séez, précédemment évêque titulaire de Paros (de) (° 21 février 1851)
- 17 février : Jan Cieplak, prélat polonais en Union soviétique, archevêque de Vilnius, serviteur de Dieu (° 17 août 1857)
- 20 février : Paul-Eugène Roy, prélat canadien, archevêque de Québec (° 8 novembre 1859)
- 23 février : Paul-Marie Reynaud, prélat et missionnaire français, vicaire apostolique de Ningbo et évêque titulaire de Fussala (de) (° 12 avril 1854)
- 27 février : Augusto Silj, cardinal italien de la Curie, précédemment archevêque titulaire de Césarée-en-Cappadoce (de) (° 9 juillet 1846)
- 28 février : Giovanni Cagliero, premier cardinal salésien, diplomate italien du Saint-Siège et archevêque titulaire de Sébaste (de) (° 11 janvier 1838)
- 13 mars : Henri-Louis Bouquet, prélat français, évêque de Chartres (° 31 décembre 1839)
- 1er avril : Heinrich Pesch, prêtre jésuite et économiste allemand (° 17 septembre 1854)
- 10 mai : Charles-Alfred-Marie Paradis, prêtre et missionnaire canadien (° 1848)
- 13 mai : Libert H. Boeynaems, prélat et missionnaire belge, vicaire apostolique des îles Hawaï et évêque titulaire de Zeugma-en-Syrie (de) (° 18 août 1857)
- 25 mai : Bertrand Cothonay, prêtre dominicain et missionnaire français en Chine (° 27 décembre 1854)
- 5 juin : Auguste Jean-Baptiste Tauleigne, prêtre et physicien français (° 7 avril 1870)
- 9 juin : Raymond de La Porte, prélat français, évêque du Mans (° 10 septembre 1857)
- 19 juin : Fernand Portal, prêtre lazariste français, pionnier de l’œcuménisme (° 14 août 1855)
- 13 juillet : Bienheureux Mariano de Jesús Euse Hoyos, prêtre colombien, défenseur des pauvres (° 14 octobre 1845)
- 28 juillet : Bienheureux Tiburcio Arnaiz Muñoz, prêtre jésuite et prédicateur espagnol (° 11 août 1865)
- 29 juillet : Albert Houtin, prêtre, historien et philosophe français (° 4 octobre 1867)
- 10 août : Manuel Santa-Cruz Loidi, prêtre et guérilléro espagnol, missionnaire en Colombie (° 23 mai 1842)
- 15 août : Paul LaRocque, prélat canadien, évêque de Sherbrooke (° 27 octobre 1846)
- 23 septembre : Stanislas-Arthur-Xavier Touchet, cardinal français, évêque d'Orléans (° 13 novembre 1848)
- 24 septembre : Bienheureuse Colombe Gabriel, religieuse bénédictine et fondatrice ukrainienne (° 3 mai 1858)
- 4 octobre : Michel Gandoger, prêtre, médecin et botaniste français (° 10 mai 1850)
- 5 octobre : Bienheureux Bartolo Longo, avocat et militant catholique italien, fondateur du sanctuaire de Pompéi et des Dominicaines filles du Saint Rosaire (° 11 février 1841)
- 23 novembre : Heinrich Abel, prêtre jésuite allemand, fondateur de congrégations (° 15 décembre 1843)
- 5 décembre : Bienheureux Jean-Baptiste Fouque, prêtre français engagé dans l'action sociale (° 12 septembre 1851)
- 7 décembre : Giuseppe Francica-Nava de Bontifè, cardinal italien, diplomate du Saint-Siège et évêque titulaire d'Alabanda (de) puis archevêque titulaire d'Héraclée-en-Europe (de) (° 23 juillet 1846)
- 11 décembre : Maurice Landrieux, prélat français, évêque de Dijon (° 1er octobre 1857)